# Poprawka Yatesa na ciągłość
Poprawka Yatesa na ciągłość (ang. Yates's correction for continuity) – procedura statystyczna stosowana w niektórych sytuacjach podczas wykonywania testu chi-kwadrat po to, aby zniwelować sztucznie powstałe, nadmierne różnice (mające raczej charakter artefaktu statystycznego, a nie rzeczywistych różnic), które mogą się pojawić pomiędzy wartościami obliczonymi (rzeczywistymi) i teoretycznymi chi-kwadrat.

W przekonaniu niektórych statystyków (np. Fleiss, Mantel, Greenhouse) jest to zalecana procedura, ponieważ w ramach wykonywania testu chi-kwadrat teoretyczne rozkłady prawdopodobieństwa są ciągłe i wygładzone, natomiast obliczone statystyki (wartości rzeczywiste) mają charakter dyskretny, a nie ciągły (rozkłady przedstawione graficznie są skokowe, "kanciaste"). Aby zniwelować te rozbieżności brytyjski statystyk Frank Yates zaproponował w 1934 r. wprowadzenie poprawki na ciągłość w ramach której każdą różnicę pomiędzy wartościami obserwowanymi i oczekiwanymi jeszcze przed podniesieniem do kwadratu redukuje się o wartość 0,5.Konsekwencją zastosowania poprawki Yatesa jest obniżenie obliczonej wartości chi-kwadrat (statystyki testowej), co czyni pojawienie się wyniku istotnego statystycznie mniej prawdopodobnym. 

## Zakwestionowanie konieczności używania poprawki Yatesa
Począwszy od lat siedemdziesiątych XX wieku statystycy zaczęli kwestionować konieczność używania poprawki Yatesa na ciagłość. Starsze podręczniki do statystyki - jak podają King i Minium - niemal zawsze zalecały wprowadzenie poprawki Yatesa w sytuacji, w której liczba stopni swobody (df) była równa 1 (a więc również w przypadku tabel krzyżowych o wymiarach 2 x 2), a zwłaszcza wtedy, gdy liczebność oczekiwana w jednej w tabeli kontyngencji wynosiła mniej niż 5. Natomiast statystycy (np. Camilli i Hopkins, Conover) wykazali, że nieskorygowana statystyka chi-kwadrat jest w wystarczającym stopniu dokładna nawet przy średniej liczebności oczekiwanej równej 2.